# Duels (film)
Pour plus de détails, voir Fiche technique et Distribution.
Duels (Swelter) est un film d'action américain sorti en 2014.

## Synopsis
Un ancien braqueur de banques devenu shérif n’a plus aucun souvenir de son ancienne vie. 
Ses anciens complices, sortis de prison, vont partir à sa recherche pour lui régler son compte et remettre la main sur le magot.

## Fiche technique
- Titre français : Duels
- Titre original : Swelter
- Réalisation : Keith Parmer
- Scénario : Keith Parmer
- Directeur de la photographie : Michael Mayers
- Montage : Martin Bernfeld
- Musique : Tree Adams
- Production : Chris Ranta, Eleonore Dailly, Alan Simpson
- Sociétés de production :  Grand Peaks Entertainment, Film Invaders, Exchange Peaks Film Capital
- Pays d’origine :  États-Unis
- Langue originale : anglais
- Durée : 96 minutes
- Dates de sortie :
  - France : 18 juin 2014 (Direct-To-Video)
  - États-Unis : 12 août 2014 (Direct-To-Video)

## Distribution
- Jean-Claude Van Damme (VF : Patrice Baudrier) : Stillman
- Lennie James (VF : Paul Borne) : Bishop
- Alfred Molina (VF : Philippe Catoire) : Doc
- Josh Henderson (VF : Alexis Tomassian) : Boyd
- Freya Tingley : London
- Grant Bowler : Cole
- Catalina Sandino Moreno (VF : Ethel Houbiers) : Carmen
- Courtney Hope (VF : Vanessa Van-Geneugden) : Halle